# 周志仁

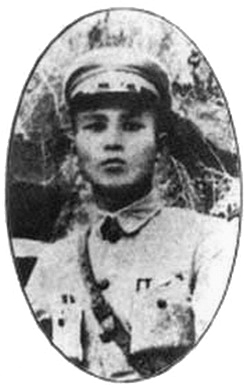

周志仁（1888年—1910年代1916年？）字得之，又字效文，云南省云州（今云县）土锅街人，中华民国滇军将领。

## 生平
周志仁生于1888年。1909年，考入云南陆军讲武堂，在校期间加入中国同盟会。他和朱德、唐淮源、兰馥等人在讲武堂是同班同学。1911年，参加云南昆明重九起义，参与攻打云贵总督衙门的战斗。1911年8月20日，自云南陆军讲武堂毕业。
1911年11月，周志仁被任命为大中华国云南军都督府志愿兵教导大队第二中队长。1914年5月11日，云南军都督府都督唐继尧以任命状第二十一号，委任周志仁为步兵第二团团附少校。1915年3月17日，第四团第一营长廖鼎高和团长不合，乃调充师部参谋，周志仁接充第四团第一营营长。
档案记载，1914年2月间，
巧属匪蛮暴动，杀戮甚惨，铜厂被围，勾结川蛮仇军残民，现已将落雪汤丹两厂烧杀殆尽，接近人民纷纷动摇，大有岌岌可危之象。……落雪、乌龙与汤丹被困，势危急，匪聚万人，猖獗已甚……望速发大兵救援，如迟则省垣必受震动。奉此，除令第一营长朱德派第一连长兰馥率该连官兵、一营附长唐淮源率第二连官兵随同赴援，即于本月二十六日出发，均归该团附长指挥外，合亟令，仰该少校遵照府令，所有前率之第十连亦归该团附长指挥，务期迅速荡平，以靖地方，是为至要。此令，团附少校周志仁。

民国三年二月二十五日，团长李修家
除此之外，“添派李团附长选廷率步兵两连，机关枪一挺，附子弹五千发，三生的七山炮一尊，附子弹贰百发赴援。”他们的剿匪取得成功，获得北京政府嘉奖：
北京电，大总统令，“陆军总长段祺瑞，呈请奖叙云南保厂出力之李选廷授为陆军步兵中校，并给予四等文虎章。周志仁授为陆军步兵少校，并给予五等文虎章。李修家给予四等文虎章。应照准。等因，电行到滇，除分饬外，仰该少校遵照，此饬，唐继尧。右饬陆军步兵少校周志仁，准此。”中华民国三年七月六日
1915年12月25日，云南宣布独立，发动护国战争。1916年1月，云南护国军誓师。不久，袁世凯指使广东督军龙济光进攻云南箇舊。龙济光派已潜回云南家乡的儿子龙体乾与龙裕光之子、土司龙毓乾等人，集合蒙自、建水、箇舊等地土司兵、地主武装、游勇共七、八千人，进攻箇舊，1916年3月9日，龙体乾、龙毓乾率军逼近箇舊，驻蒙自的刘祖武奉命迎击，3月20日光复箇舊。箇舊战斗结束后，箇舊民众在箇舊城北郊（今金湖西路中段）为在此战中立功的官员刘祖武（第二师师长、剿匪总司令）、何国钧（蒙自道尹）、赵世铭（一支队长）、马为麟（二支队长）、胡若愚（营长）、习自强（营长）、邓埙德（上校）、周志仁（中校）等八人每人树立一通军功碑，在老阳山（今箇舊第一职业中学旁边）为护国军牺牲官兵建立了忠烈祠。
后来，周志仁随护国军赴四川，转战泸州、叙府，后在四川战死。